# Societat Coral La Floresta
La Societat Coral la Floresta és l'entitat més antiga de Sants. Es va fundar el mes de gener de 1878 i això vol dir que des del 1877 ja estaven pensant com fer-ho. Un dels trets que diferenciava la Floresta d'altres cors del moment és que estava integrat per obrers (l'habitual era que fossin persones benestants, com era el cas de l'Orfeó de Sants). La Floresta va néixer com un cor de Clavé en un entorn bastant humil com era llavors la carretera de la Bordeta. A la taverna “d'un tal Manuel” un grup de treballadors del cànem, amb el que en feien cordes, van crear la Societat Coral la Floresta. Des que es va fundar, l'entitat ha tingut alts i baixos, moltes vegades en funció del context històric. Per exemple, durant la guerra de Cuba, en la que hi van participar molts homes joves, van estar a punt de plegar. També la dictadura de Primo de Rivera i la de Franco van representar moments de crisi. En canvi els anys 10 i 20 del segle xx van ser moments d'esplendor i també als anys 50, quan mossèn Amadeu Oller va contribuir a la recuperació de l'entitat.
El 1965 la Societat Coral la Floresta va ser una de les primeres a obrir-se també a les veus femenines. Forma part de la Federació de Cors de Clavé.
Un altre moment dramàtic va ser l'any 2003 quan els van fer fora del local on havien assajat durant cent anys, però ni això els va fer desistir. Actualment la coral la formen uns 20 cantaires. El president, des de 2006 és Albert Torras i Corbella.
El 2008 van celebrar el seu 130è aniversari.